# Хмелницка област
Хмелницка област (на украински: Хмельницька область) е една от 24-те области на Украйна. Площ 20 629 km² (19-о място по големина в Украйна, 3,42% от нейната площ). Население на 1 януари 2019 г. 1 260 451 души (13-о място по големина в Украйна, 2,8% от нейното население). Административен център град Хмелницки. Разстояние от Киев до Хмелницки 366 km.

## Историческа справка
Най-старите градове на територията на Хмелницка област са признати за такива в края на 18 век: 1795 г. – Хмелницки (в историческите източници за първи път се споменава като Плоскуров, след това Проскуров, от 4 февруари 1954 г. Хмелницки), Каменец Подолски (първи летописни сведения от 1062 и 1196 г.) и Изяслав (първи идторически данни от 1127 г.); 1796 г. – Староконстантинов (първи исторически сведения от 1525 г.). Останалите 9 града в областта са признати за такива по време на съветската власт, в периода от 1923 г. (Шепетовка) до 1987 г. (Деражня). Областта е образувана на 22 септември 1937 г. от западните райони на Виницка област под името Каменец-Подолска област с административен център град Каменец Подолски. На 4 февруари 1954 г. град Проскуров е преименуван на Хмелницки, обявен е за административен център на областта и по неговото ново име Каменец-Подолска област е преименувана на Хмелницка област.

## Географска характеристика
Хмелницка област е разположена западна част на Украйна. На запад граничи с Тернополска област, север – с Ровненска област, на изток – с Житомирска и Виницка област и на юг – с Чернивецка област. В тези си граници заема площ от 20 629 km² (19-о място по големина в Украйна, 3,42% от нейната площ) Дължина от север на юг 225 km, ширина от запад на изток 105 km.
Областта е разположена в централните части на Подолското възвишение. В голяма част от територията ѝ преобладаващите височини са от 220 до 330 m, максимална 396 m (49°11′24″ с. ш. 27°21′19″ и. д. / 49.19° с. ш. 27.355278° и. д., издигаща се западно от село Бомкове, Деражнянски район). Възвишението е силно разчленено от дълбоки речни долини, оврази и суходолия, особено в южната част на областта, покрай левия бряг на река Днестър.
Климатът е умерено континентален с мека зима и топло и влажно лято. Средна януарска температура -5,6 °C, средна юлска 19,4 °C. Годишна сума на валежите 560 – 620 mm с максимум през летните месеци. Продължителността на вегетационния период (минимална денонощна температура 5 °C) е около 217 денонощия.
Територията на Хмелницка област попада в три водосборни басейна. В северната част текат реките Горин и Случ (с притока си Хомора), принадлежащи към водосборния басейн на река Припят (десен приток на Днепър). В централната част тече река Южен Буг и горното си течение, а по южната граница на областта преминава участък от средното течение на река Днестър с левите си притоци Збруч, Жванчик, Смотрич, Мукша, Студеница, Ушица, Калюс и др..
Преобладаващите почви в областта са малохумусните черноземи, на югоизток и покрай левия бряг на Днестър са развити оподзолени черноземи, сиви, светлосиви и песъчливи почви, а на север – ливадно-подзолисти в комплекс с ливадно-карбонатни и черноземни почви. Хмелницка област попада в лесостепната зона и само в крайните северни райони преобладават горите, т.нар. Волинско Полесие, съставени основно от бор. Горите и храстите заемат 13,1% от територията на областта. Живатинският свят е представен от заек, лисица, вълк, дива свиня, сърна, лос, белка, норка, полски гризачи и др., а по браговете на реките и водоемите обитават ондатра, видра, диви патки и гъски.

## Население
На 1 януари 2019 г. населението на Хмелницка област е наброявало 1 260 451 души (2,8% от населението на Украйна). Гъстота 761,1 души/km². Градско население 55,7%. Етническият състав е следният: украинци 93,88%, руснаци 3,55%, поляци 1,61%, беларуси 0,19%, евреи 0,1% и др.

## Административно-териториално деление
В административно-териториално отношение Хмелницка област се дели на 6 областни градски окръга, 20 административни района, 13 града, в т.ч. 6 града с областно подчинение и 7 града с районно подчинение и 24 селища от градски тип.
| Административна единица  | Площ (km²) | Население (2017 г.) | Административен център | Население (2017 г.) | Разстояние до Хмелницки (в km) | Други градове и сгт с районно подчинение |
| ------------------------ | ---------- | ------------------- | ---------------------- | ------------------- | ------------------------------ | ---------------------------------------- |
| Областен градски окръг   |            |                     |                        |                     |                                |                                          |
| 1. Каменец Подолски      | 28         | 103 749             | гр. Каменец Подолски   | 103 749             | 102                            |                                          |
| 2. Нетешин               | 70         | 36 909              | гр. Нетешин            | 36 909              | 137                            |                                          |
| 3. Славута               | 20         | 36 444              | гр. Славута            | 36 444              | 118                            |                                          |
| 4. Староконстантинов     | 40         | 34 570              | гр. Староконстантинов  | 34 570              | 48                             |                                          |
| 5. Хмелницки             | 93         | 271 263             | гр. Хмелницки          | 271 263             | -                              |                                          |
| 6. Шепетовка             | 40         | 41 527              | гр. Шепетовка          | 41 527              | 100                            |                                          |
| Административен район    |            |                     |                        |                     |                                |                                          |
| 1. Белогорски            | 776        | 26 585              | сгт Белогоре           | 5244                | 126                            | Ямпол                                    |
| 2. Винковски             | 650        | 23 980              | сгт Винковци           | 6127                | 70                             |                                          |
| 3. Волочиски             | 1100       | 50 855              | гр. Волочиск           | 18 802              | 66                             | Войтовци, Наркевичи                      |
| 4. Городокски            | 1110       | 47 427              | гр. Городок            | 16 046              | 52                             | Сатанов                                  |
| 5. Деражнянски           | 910        | 31 149              | гр. Деражня            | 10 085              | 45                             | Волковинци, Лозовое                      |
| 6. Дунаевски             | 1180       | 61 849              | гр. Дунаевци           | 16 004              | 68                             | Дунаевци, Смотрич                        |
| 7. Изяславски            | 1300       | 43 812              | гр. Изяслав            | 17 002              | 103                            |                                          |
| 8. Каменец Подолски      | 1540       | 65 343              | гр. Каменец Подолски   |                     | 102                            | Старая Ушица                             |
| 9. Красиловски           | 1200       | 51 372              | гр. Красилов           | 18 868              | 36                             | Антонини                                 |
| 10. Летичевски           | 950        | 27 668              | сгт Летичев            | 10 335              | 51                             | Меджибож                                 |
| 11. Новоушицки           | 853        | 28 259              | сгт Новая Ушица        | 4075                | 102                            |                                          |
| 12. Полонски             | 870        | 44 068              | гр. Полонное           | 20 768              | 135                            | Понинка                                  |
| 13. Славутски            | 1170       | 29 065              | гр. Славута            |                     | 118                            |                                          |
| 14. Староконстантиновски | 1210       | 28 483              | гр. Староконстантинов  |                     | 48                             |                                          |
| 15. Старосинявски        | 670        | 20 118              | сгт Старая Синява      | 5311                | 62                             |                                          |
| 16. Теофиполски          | 700        | 26 673              | сгт Теофипол           | 6509                | 131                            | Базалия                                  |
| 17. Хмелницки            | 1220       | 53 236              | гр. Хмелницки          |                     | -                              | Чорни Остров                             |
| 18. Чемеровски           | 930        | 40 368              | сгт Чемеровци          | 5200                | 84                             | Закупное                                 |
| 19. Шепетовски           | 1200       | 33 130              | гр. Шепетовка          |                     | 100                            | Грицев                                   |
| 20. Ярмолински           | 900        | 29 287              | сгт Ярмолинци          | 7381                | 30                             |                                          |